# Kyle Lobstein
Kyle Eric Lobstein (né le 12 août 1989 à Flagstaff, Arizona, États-Unis) est un lanceur gaucher de la Ligue majeure de baseball.

## Carrière

### Tigers de Détroit
Kyle Lobstein est un choix de deuxième ronde des Rays de Tampa Bay en 2008. Le 6 décembre 2012, Lobstein est réclamé par les Mets de New York au repêchage de la règle 5 et son contrat est immédiatement vendu aux Tigers de Détroit.
Lobstein, un gaucher, fait ses débuts dans le baseball majeur comme lanceur de relève pour les Tigers le 23 août 2014 face aux Twins du Minnesota. Sous l'ordre du gérant Brad Ausmus, il doit accorder un but-sur-balles intentionnel au premier frappeur qu'il affronte, Joe Mauer. Amené dans le match dès la 3e manche dans une dégelée de 12-4 aux mains des Twins, Lobstein, qui est lanceur partant dans les ligues mineures, termine la rencontre en lançant 5 manches et deux tiers, allouant trois points mérités, 4 coups sûrs et 4 buts-sur-balles. Il remporte sa première victoire dans les majeures le 7 septembre 2014 sur les Giants de San Francisco.

### Pirates de Pittsburgh
Le 21 décembre 2015, après qu'il eut passé deux saisons à Détroit, les Tigers vendent le contrat de Lobstein aux Pirates de Pittsburgh.